# Trofeo Walter A. Brown

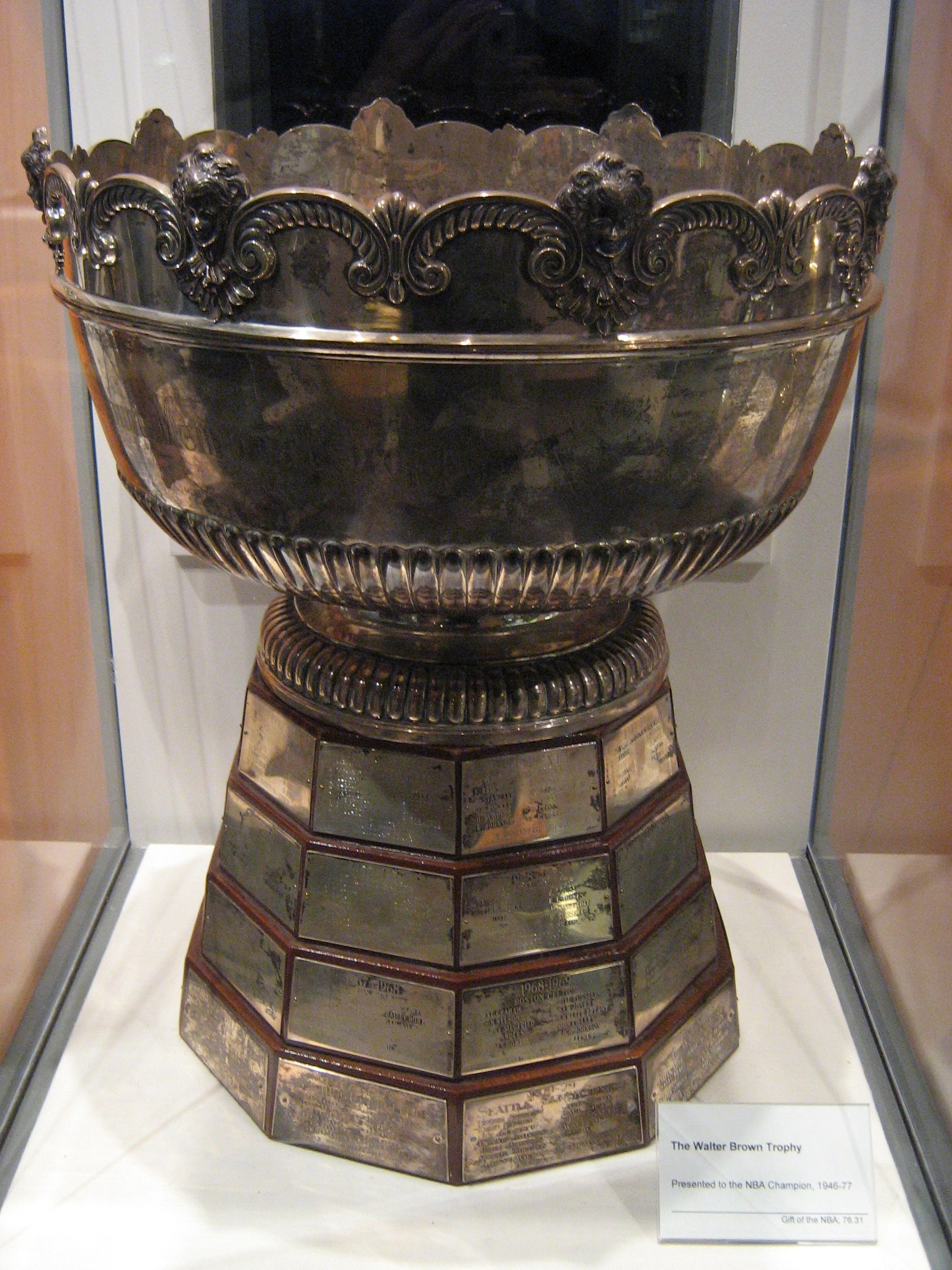
El Trofeo Walter A. Brown expuesto en el Basketball Hall of Fame.

El Trofeo Walter A. Brown al Campeón de las Finales de la NBA era el galardón que se entregaba anualmente tras el último partido de playoffs de la NBA desde la temporada 1964-65 hasta la temporada 1976-77, siendo instituido en honor de Walter A. Brown (1905-1964), primer propietario de los Boston Celtics y que ayudó a la fundación de la NBA, aunque en realidad el trofeo no fue renombrado en su honor hasta la temporada 1964-65, un año después de su fallecimiento, por lo que solo mantuvo su nombre durante trece temporadas (desde 1965 hasta 1977).

## Historia
El trofeo físico como tal se concedió por primera vez en el inicio de la liga en la temporada 1946-47, hasta finalizar en la temporada 1976-77 (siendo el ganador de este año Portland Trail Blazers), en que se sustituyó por el Trofeo Larry O'Brien, en honor a Larry O'Brien (comisionado de la NBA entre 1975 y 1984).
El Trofeo Walter A. Brown solo se mantenía  en propiedad durante un año, hasta que se entregaba al campeón de la temporada siguiente, mientras que el Trofeo Larry O'Brien se posee en propiedad por el equipo ganador de cada temporada, por lo que cada año se fabrica un nuevo trofeo.
El Trofeo Walter A. Brown era estéticamente similar a la Stanley Cup de hockey sobre hielo que se entrega en la NHL , ya que se trata de un tazón colocado encima de unos paneles grabados con la lista de los campeones anteriores, y era guardado por el equipo campeón durante un año para entregárselo al equipo vencedor de la siguiente temporada.

## Ganadores
| Finales de la BAA                         |                        |     |                       |
| 1947                                      | Chicago Stags          | 1-4 | Philadelphia Warriors |
| 1948                                      | Baltimore Bullets      | 4–2 | Philadelphia Warriors |
| 1949                                      | Minneapolis Lakers     | 4-2 | Washington Capitols   |
| Finales de la NBA                         |                        |     |                       |
| 1950                                      | Minneapolis Lakers1    | 4–2 | Syracuse Nationals    |
| 1951                                      | Rochester Royals       | 4–3 | New York Knicks       |
| 1952                                      | Minneapolis Lakers     | 4–3 | New York Knicks       |
| 1953                                      | Minneapolis Lakers     | 4–1 | New York Knicks       |
| 1954                                      | Minneapolis Lakers     | 4–3 | Syracuse Nationals    |
| 1955                                      | Ft. Wayne Pistons      | 3-4 | Syracuse Nationals    |
| 1956                                      | Ft. Wayne Pistons      | 1-4 | Philadelphia Warriors |
| 1957                                      | St. Louis Hawks        | 3-4 | Boston Celtics        |
| 1958                                      | St. Louis Hawks        | 4-2 | Boston Celtics        |
| 1959                                      | Minneapolis Lakers     | 0-4 | Boston Celtics        |
| 1960                                      | St. Louis Hawks        | 3-4 | Boston Celtics        |
| 1961                                      | St. Louis Hawks        | 1-4 | Boston Celtics        |
| 1962                                      | Los Angeles Lakers     | 3-4 | Boston Celtics        |
| 1963                                      | Los Angeles Lakers     | 2-4 | Boston Celtics        |
| 1964                                      | San Francisco Warriors | 1-4 | Boston Celtics        |
| Trofeo renombrado en honor a Walter Brown |                        |     |                       |
| 1965                                      | Los Angeles Lakers     | 1-4 | Boston Celtics        |
| 1966                                      | Los Angeles Lakers     | 3-4 | Boston Celtics        |
| 1967                                      | San Francisco Warriors | 2-4 | Philadelphia 76ers    |
| 1968                                      | Los Angeles Lakers     | 2-4 | Boston Celtics        |
| 1969                                      | Los Angeles Lakers     | 3-4 | Boston Celtics        |
| 1970                                      | Los Angeles Lakers     | 3–4 | New York Knicks       |
| 1971                                      | Milwaukee Bucks        | 4–0 | Baltimore Bullets     |
| 1972                                      | Los Angeles Lakers     | 4–1 | New York Knicks       |
| 1973                                      | Los Angeles Lakers     | 1–4 | New York Knicks       |
| 1974                                      | Milwaukee Bucks        | 3–4 | Boston Celtics        |
| 1975                                      | Golden State Warriors  | 4–0 | Washington Bullets    |
| 1976                                      | Phoenix Suns           | 2–4 | Boston Celtics        |

1 Durante la temporada 1949-50 de la NBA la liga mantuvo tres divisiones. Minneapolis Lakers estuvo en la División Central de la NBA.

## Premios
- MVP de la Temporada de la NBA (Jugador más valioso de la Temporada)
- Premio Bill Russell al MVP de las Finales de la NBA (Jugador más valioso de las Finales)
- Rookie del Año de la NBA
- Mejor Defensor de la NBA
- Jugador Más Mejorado de la NBA
- Mejor Sexto Hombre de la NBA
- Jugador Más Deportivo de la NBA
- Mejor Quinteto de la NBA
- Mejor quinteto defensivo de la NBA
- Mejor quinteto de rookies de la NBA
- Entrenador del Año de la NBA
- Ejecutivo del Año de la NBA
- MVP del All-Star Game de la NBA (Jugador más valioso del All-Star Game)
- Premio Mejor Ciudadano J. Walter Kennedy